# Pseudopyxis depressa
Pseudopyxis depressa är en måreväxtart som beskrevs av Friedrich Anton Wilhelm Miquel. Pseudopyxis depressa ingår i släktet Pseudopyxis och familjen måreväxter. Inga underarter finns listade i Catalogue of Life.